# Parterre (Gartenkunst)

Belvedere Kammergarten

Ein Parterre (von französisch par terre, „zur Erde“) bezeichnet in der Gartenkunst ein flaches, nur niedrig bepflanztes Gelände, das, meist durch eine Terrasse vermittelt, einem Gebäude vorgelagert ist.

## Anlage und Funktion
Ein Gartenparterre diente zu Repräsentationszwecken und als Bühne für Feste. Es wird häufig durch symmetrisch angelegte Beete geschmückt, die dann Knoten-Parterre oder Broderieparterre genannt werden. Sie sind mit kunstvollen Ornamenten aus Buchsbaumhecken, farbigem Kies und niedrigen Blütenpflanzen versehen, die sich nur von den höheren Stockwerken des Gebäudes aus ganz überblicken lassen. Im Zentrum der Anlage befindet sich häufig ein Wasserbecken mit Fontäne.
Parterres waren wesentliche Elemente der Gartengestaltung von der Renaissance bis zum Rokoko. Ästhetisch stellen sie ein Bindeglied zwischen Architektur und übriger Gartenanlage dar, deren Bestandteile nach damaliger Programmatik umso „naturähnlicher“ werden sollten, je weiter sie vom Hauptgebäude entfernt lagen.
Dézallier d’Argenville geht in seinem Standardwerk des 18. Jahrhunderts La Théorie et la Pratique du Jardinage auf die unterschiedlichen Parterre-Formen ein.

## Formen

### „Parterre de pièces coupées pour les fleurs“
Eine spezielle Form des Parterres stellt das Parterre de pièces coupées pour les fleurs dar, das vor allem im Barockgarten Verwendung fand.
Die Einfassung erfolgt wie bei den Parterres der Renaissancegärten meist durch niedrige Buchs-Hecken. Innerhalb des Parterres wurden die Buchs-Hecken in symmetrischen, geometrischen bis ornamentalen Mustern angeordnet. Die vom Buchs eingeschlossenen Flächen wurden mit Blumen bepflanzt.

### „Parterre de broderie“
An Stickmuster erinnernde Beete aus farbigen Kies-, Ziegel- und Sandflächen eingefasst von niedrigem Buchs bilden das Broderieparterre. Unter anderem aufgrund der höheren Dauerhaftigkeit der anorganischen Materialien gegenüber einer Bepflanzung war diese Form des Parterres in der zweiten Hälfte des 17. Jahrhunderts bis zu Beginn des 18. Jahrhunderts besonders verbreitet.

### „Parterre de broderie mêlée de massifs de gazon“
Die Broderien wechseln sich in dieser Parterre-Form mit Rasenflächen ab, wie bspw. um 1730 im Garten des Schloss Augustusburg in Brühl verwirklicht.

### „Parterre de compartiment“
Parterres mit Ornamenten aus Rasen und Blumen stellen eine Weiterentwicklung des Broderieparterres dar und waren in der zweiten Hälfte des 18. Jahrhunderts weit verbreitet.

### „Parterre d’eau“
Ein eingerahmtes Wasserbassin oder ein mit Wasser gestaltetes Parterre.

### „Parterre de gazon“
Das reine Rasenparterre ist die einfachste Form des Parterres. War es anfangs nur in den äußeren Bereichen der Gärten zu finden, ersetzte es ab Mitte des 18. Jahrhunderts das Broderieparterre.

### „Parterre à l’Angloise“
Nach Augustin Charles d’Aviler ist das Parterre à l’Angloise eine Parterreform, die von Rasenkompartimenten geprägt wird. Die Rasenkompartimente sind mit Rabatten eingefasst, die mit schwarzer Erde für Blumenpflanzungen gefüllt werden. Die Buchshecken (haies de buis) sollten einen Abstand zum Rasen haben.